# Crittenden, Kentucky
Crittenden är en ort i Grant County, Kentucky, USA. År 2000 hade orten 2 401 invånare. Den har enligt United States Census Bureau en area på 5,9 km², allt är land.